# Keiko Komuro
Keiko Komuro (jap. 小室 桂子 Komuro Keiko) (ur. jako Keiko Yamada (jap. 山田 桂子) 18 sierpnia 1972 w Usuki) – japońska piosenkarka. W zespole globe znana była szerzej pod pseudonimem Keiko.

## Dyskografia

### Albumy studyjne
- O-CRAZY LUV (2008.04.30)

### Single
- KCO (Keiko) (2003.12.10)
- Haru no yuki (jap. 春の雪) (2008.03.12)

## Życie prywatne
W 2002 roku zawarła związek małżeński z producentem muzycznym, Tetsuyą Komuro. W listopadzie 2019 była w okresie mediacji rozwodowej po ujawnieniu romansu z pielęgniarką, która opiekowała się Keiko podczas powrotu do zdrowia po operacji. Ujawnienie sprawy spowodowało, że Tetsuya Komuro nagle ogłosił odejście na muzyczną emeryturę. 26 lutego 2021 roku ogłoszono, że Keiko i Komuro wzięli rozwód.
24 października 2011 u Keiko zdiagnozowano krwotok podpajęczynówkowy. Poddała się operacji, która trwała 5 godzin. Po wypisaniu ze szpitala, które nastąpiło 8 grudnia, rozpoczęła terapię rehabilitacyjną, zaś rokowania wydają się być dobre.